# Свято-Успенський кафедральний собор (Володимир)
Свято-Успенський кафедральний собор — православний кафедральний собор у місті Володимир Волинської області. Приналежність до Володимир-Волинської єпархії УПЦ МП. Пам'ятка сакральної архітектури XII століття.

## Історія
Храм збудований за часів волинського князя Мстислава II Ізяславича у 1160 році. Стіни храму гармонійно розчленовані арками на півколонках; мав фрескові розписи; перебудований у XVIII столітті. Загальний вигляд має статично-монументальний, незважаючи на не надто вдалу перебудову, виконану у 1896—1900 роках архітекторами А. Праховим і Г. Котовим.
1156 року праонук Володимира II Мономаха, Мстислав II Ізяславич, котрий був удільним князем у Володимирі, а пізніше великим Київським князем, збудував новий храм на честь Успіння Пресвятої Богородиці. Освячення храму було після розпису в 1160 році. Після освячення храм став кафедральним, продовжуючи історію першої єпископської кафедри Волинської єпархії, заснованої на цих землях у 992 році. На честь 1000-ліття Волинської єпархії поблизу собору у 1992 році встановлено пам'ятний хрест. Собор був усипальницею князів, бояр і єпископів. Під храмом є 6 великокнязівських, 2 єпископські і багато гробниць знатних осіб. Тут похований і будівничий храму князь Мстислав II. Він був розорений полчищами Батия і знову відновлений. У першій половині XV ст. спустошений, наприкінці століття стараннями Володимирського єпископа Васіана відбудований.
|                                                   |  |  |
| Пам'ятна монета НБУ присвячена Успенському собору |  |  |

У 1596 році, коли Володимирський єпископ Іпатій Потій прийняв унію, храм став унійним. Під час пожежі 1683 році, яка спустошила все місто, собор дуже постраждав і був відновлений лише в 1753 році. У 1772 році собор прийшов у запустіння. Використовувався як «казенний магазин» (склад). На 1829 році він перетворився на суцільну руїну — обвалились склепіння і купол. Своїм відродженням собор завдячує турботам відкритого в грудні 1887 року у Володимирі Свято-Володимирського братства, яке поставило перед собою релігійно-просвітницькі і церковно-упоряджувальні завдання. У 1896 році був прийнятий проєкт «реставрації» храму архітектора Котова І. Г. У 1896–1900 роках собор перебудований у псевдовізантійському стилі. Освячення оновленого храму перетворилось у всенародне свято. Успенський собор є пам'яткою давньоруського зодчества. Розташований він у самому центрі міста Володимира поруч з древніми міськими валами. Разом з єпископським будинком і дзвіницею складає своєрідний комплекс так званого «замочку» — укріпленої резиденції волинських єпископів. Кам'яний, шестистовпний, хрестокупольний, трьохнавний, трьохапсидний, однокупольний. Його архітектурні форми прості і лаконічні. Фасади розчленовані пілястрами і напівколонами, прикрашені аркатурним поясом.
Успенський собор (Мстиславів храм) (1156 рік) є пам'яткою архітектури України, входить до державного реєстру Національного культурного надбання (реєстраційний номер № 803) і охороняється державою.
Собор є кафедральним у Володимир-Волинській єпархії УПЦ МП.
11 травня 2010 році виповнилося 850 років з дня спорудження собору. В місті відбулися урочистості, які очолив Предстоятель Української Православної Церкви Блаженніший Митрополит Володимир (Сабодан).

## Святині
- «Братська» ікона Божої Матері;
- Шанована Почаївська ікона Божої Матері;
- Древній Хрест-Голгофа (14 століття);
- Ковчег з часткою мощей священномученика Фаддея (Успенського), архієпископа Тверського, єпископа Володимир-Волинського[1].

## Галерея

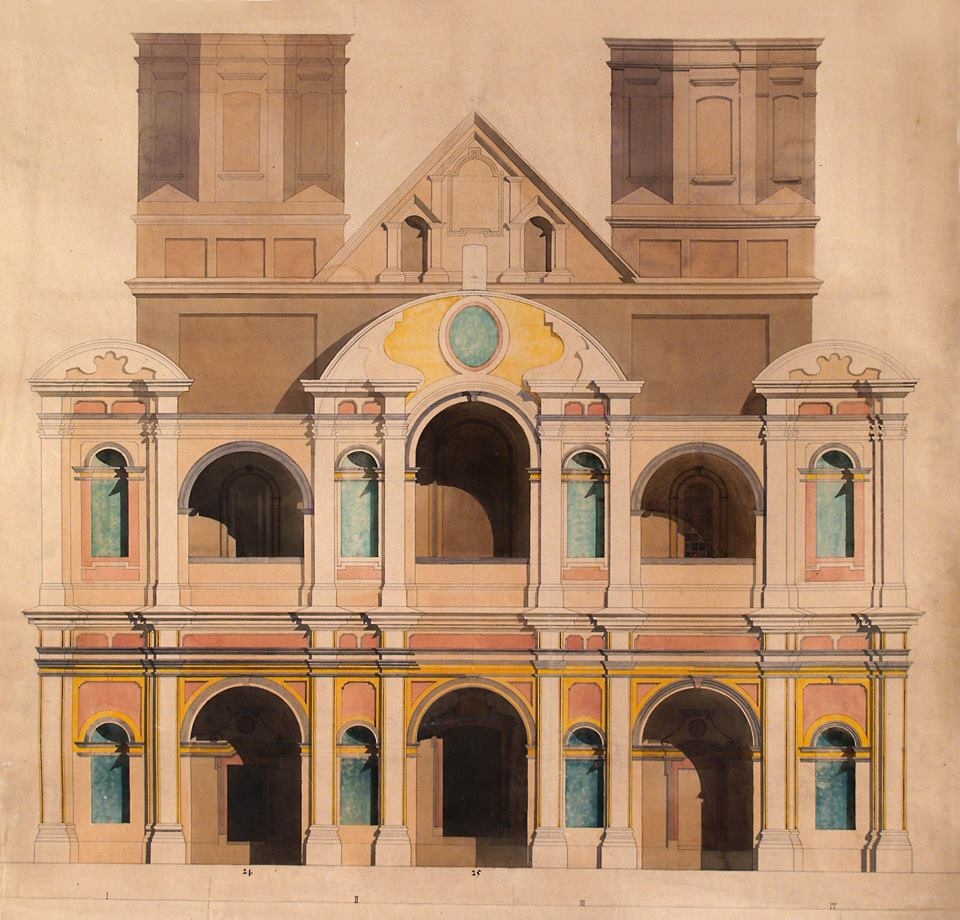
Головний фасад церкви до перебудови. Обмірне креслення 1886 року
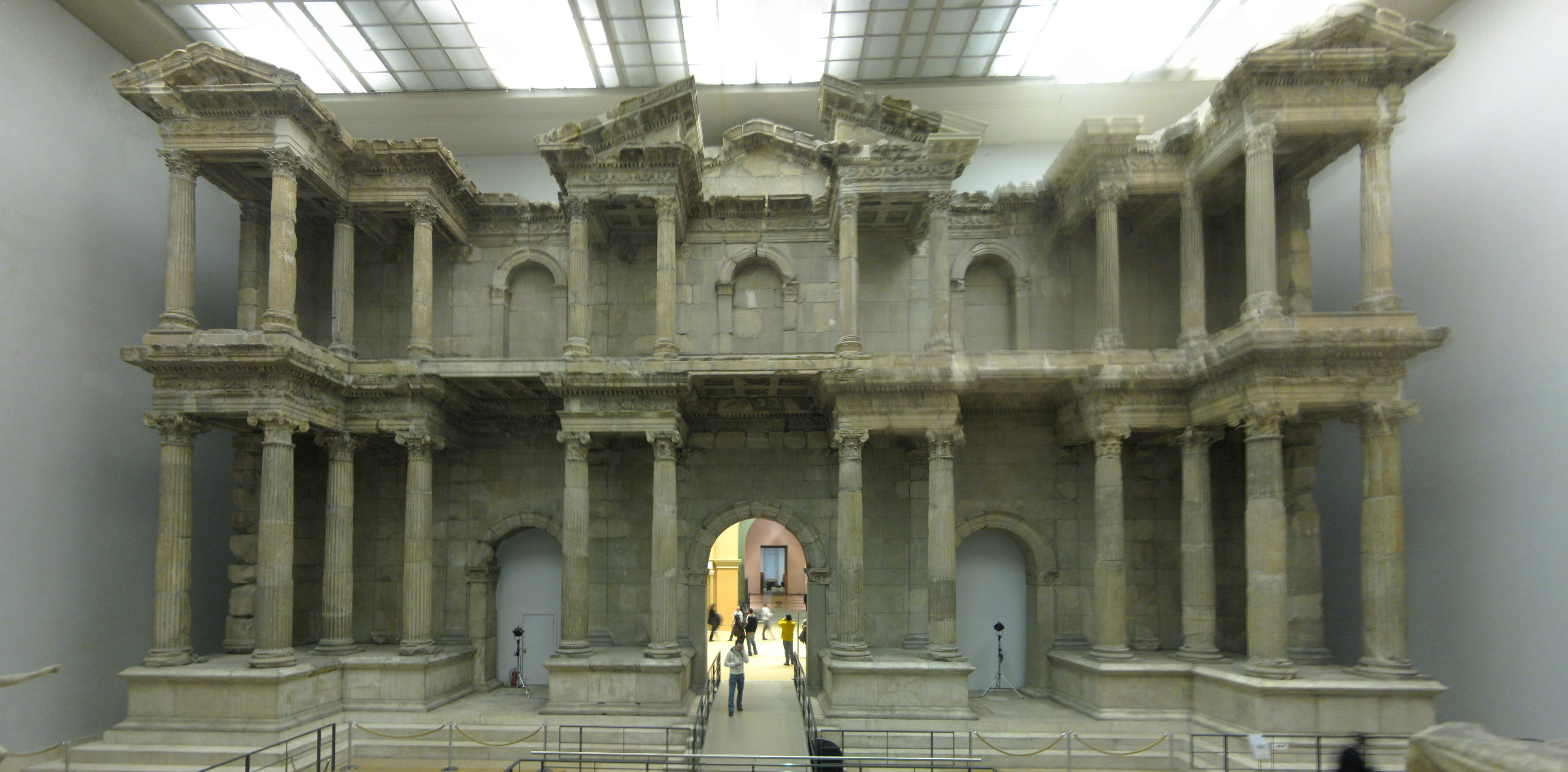
Мілетська брама. 2 століття
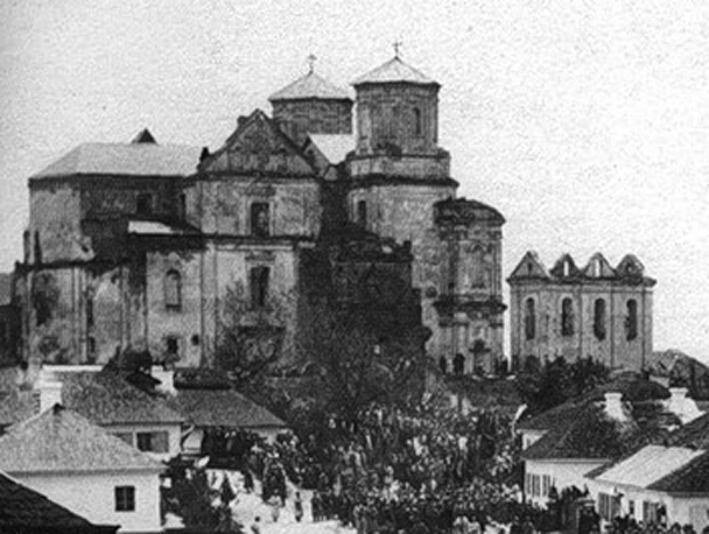
Успенська катедра. 1892 рік
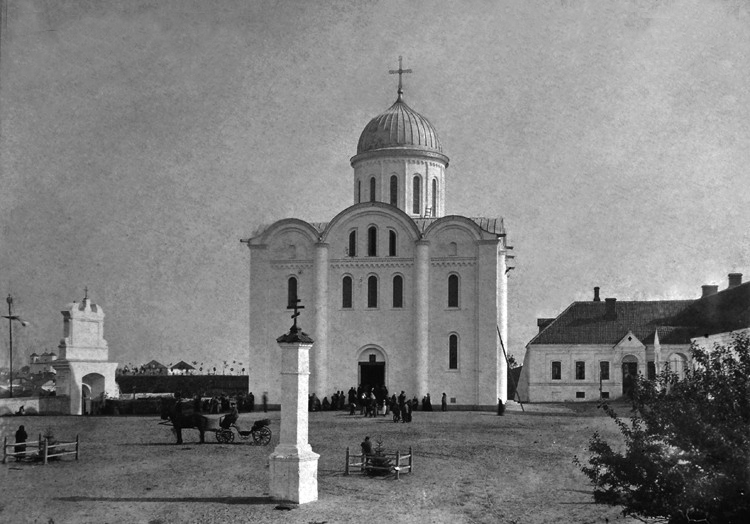
Успенська катедра. Після 1900 року
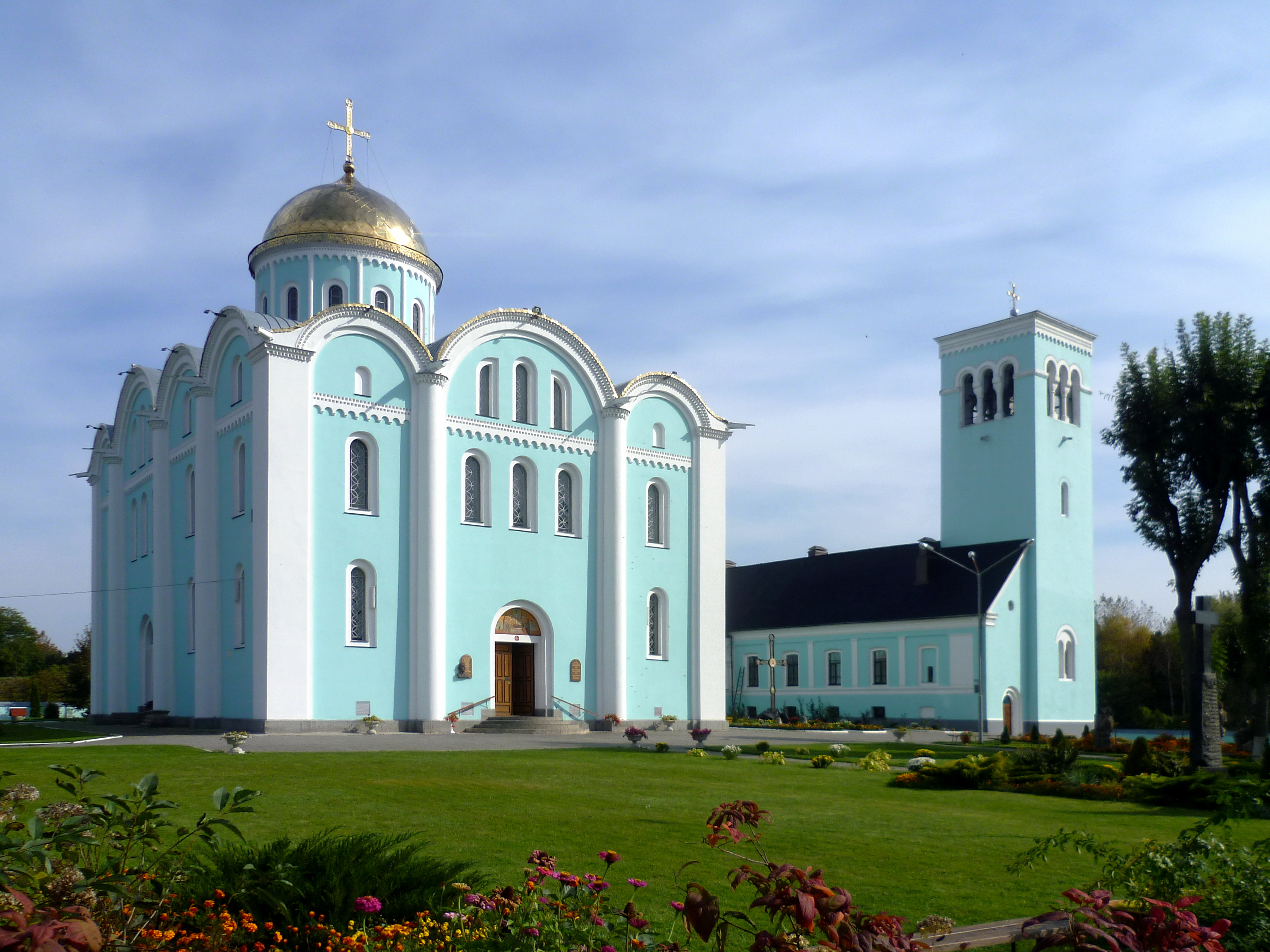

## Архітектурні дані
Успенський собор — великий шестистовпний триапсидний храм. Нартекс його відокремлений стінкою від основного приміщення. Загальна зовнішня довжина будівлі 34.7 м, ширина 20.6 м, азимут 79 °. Величина підкупольного простору уздовж храму 8 м, поперек — 7.45 м. Товщина стін 1.5-1.7 м. Висота храму до верху центральної закомарі близько 18.5 м. Стародавні склепіння не збереглися. На західному і східному фасадах в закомарах розташовані не вікна, а глухі ніші; це свідчить про те, що кутові циліндричні склепіння були повернені. У західній частині церкви є хори. Склепіння, що підтримували бічні членування хор, судячи за збереженими древнім п'ятах, були хрестовими. Середнє членування хор, можливо, спиралося на дерев'яні балки. У соборі не було драбини, і на хори потрапляли через двері другого поверху південного фасаду, очевидно, по переходу з палацу. Зовнішні кутові лопатки храму плоскі, а проміжні — з потужними напівколонами. У будівлю ведуть 3 портали, мають двохступінчатий профіль. Вікна вузькі, з напівциркульним завершенням, але в центральних закомарах, де розташовано по 3 вікна, така форма лише у середньому, а бічні завершуються чвертю кола. У підставі закомар по трьом фасадам, крім східного, проходить аркатурний поясок з подвійною стрічкою поребрика.
Стіни храму складено з цегли в техніці рівношарової кладки. Розмір цегли приблизно 4.5X22-23X32.5-35.5; вони хорошого випалу, міцні. На деяких цеглинах на одній з ліжок є хвилясті паралельні лінії, а на декількох виявлені великі «князівські» знаки у вигляді двозубця. Зустрічаються трапецієподібні цеглини і вузькі з клиноподібним торцем. Товщина швів розчину в кладці приблизно дорівнює товщині цегли. Розчин вапняний, рожевий від цем'янки. У стінах відзначені канали від гнилих дерев'яних зв'язків. Виявлено також голосники, використані в кладці склепінь. Фундаменти стрічкові, глибиною 2-3 м, складені з буту. Над ними — вимостка з декількох рядів цегли на розчині. Підлога храму була покрита поливними керамічними плитками. Інтер'єр розписаний фресками, від яких до часу реставрації ще зберігалися деякі ділянки в центральній апсиді і на схилах вікон. У соборі були аркові ніші для поховань. Одне з поховань містило, мабуть, останки князя Володимира Васильковича.

## Реставраційні роботи
Спорудження центрального храму Володимирського князівства — Успенського собору — привернуло до себе пильну увагу літописців і тому відображено в багатьох літописах. Запис у Лаврентівському літописі повідомляє про закладення собору 8 квітня 1158 р. У літописі Авраамки зазначений інший день закладки — 8 травня. Закінчення будівництва відзначено в 1160 р.: 
«Создана бысть церки святая Богородица в Володимери… князем Андреем; и украси ю дивно… и верх ея позлати. .. приведе ему бог из всех земель мастеры». 
У 1161 р. проводився розпис храму: 
«Почата бысть писати церквы в Володимери Золотоверхая, а кончана августа в 30». 
У 1185 р. собор сильно постраждав під час пожежі. Очевидно, відразу ж після пожежі його почали відновлювати, і в 1189 р собор знову був освячений. У деяких літописах більш точно вказано, які роботи були при цьому виконані: князь Всеволод 
«церков владимирскую сугубо округ ея упространи, украси, юже брат его Андрей постави об едином верее… Всеволод же четыре верхи пазда и позлати». 
Під час великої пожежі 1193 р. церква, мабуть, не постраждала, але все ж у 1194 році її побілили вапном: 
«И бысть опять, акы нова». 
У XIII в. в соборі було поховано кілька володимирських князів, а у 1237 р проводилися якісь роботи по прикрасі і розпису. Під час взяття Володимира монголо-татарами у 1238 році собор був пограбований і спалений. Після цього він довго стояв без ремонту, але 1280 р. митрополит Кирило
«покры церковь святую Богородицю съборную оловом».
У 1293 монголо-татари знову розгромили місто 
«и церковь володимерскую разграбиша, и чюдное дно медяное выдраша».
Різні ремонти і перебудови здійснювалися в соборі в XIV ст., А 1408 р Андрій Рубльов і Данило Чорний виконали новий розпис храму. Пізніше собор ще кілька разів страждав від пограбувань і пожеж, але кожен раз після цього ремонтувався. Капітальні ремонти були проведені в 1725—1734 і 1888—1891 рр., Причому під час останнього архітектор К. О. Карабут відновив давні форми будівлі.

Дослідження пам'ятника дає можливість в загальних рисах уявити первісний вигляд собору, побудованого в 1158—1160 рр. Це був шестистовпний однокупольний храм з трьома апсидами. Його ширина 17.6 м, а довжина, мабуть, близько 27.5 м, азимут 53 °. Розмір сторін підкупольного квадрату близько 6.5 м. Великий 12-віконний барабан спирається на своєрідну конструктивну систему — поєднання вітрил з вісьмома поперечними арочками (типу тромпів). Склепіння собору циліндричні. У західній частині розміщені хори, які спираються на склепіння. В п'ятах арок під хорами проходять різьблені карнизи зі стилізованими листям аканфа, а в п'ятах підпружних арок — карнизи з зображеннями парних левів. Собор був розписаний фресками, від яких збереглися окремі зображення. Були знайдені поливні керамічні плитки підлоги. Зовні стіни храму розділялись плоскими пілястрами з примикаючими до них напівколонами. Пояс цей був прикрашений фресковим розписом, а колонки визолочені. У храм вели три багато оформлених портали; вони не збереглися, але відзначені в літописі: 
«Двери же церковные трое золотом устрой».
В оздобленні фасадів були застосовані різьблені камені, частина яких вціліла на стінах собору 1185—1189 рр. Закомари фасадів були прикрашені, судячи з літопису, позолоченими зображеннями. Знайдено фрагменти різьблених водометів зі слідами їх оковки позолочені міддю. Масивний барабан початкового собору оформлений 24 колонками з різьбленими капітелями. Карниз барабана складається з зубчастих трикутників, смуги поребрика і завершального поясу маленьких арок. Простінки між вікнами барабана були оббиті позолоченою міддю. Такою ж міддю був покритий і купол собору. Перед північним порталом початкового собору розкрито фундаменти притвору; можна думати, що сіни були перед усіма трьома порталами. Питання про вхід на хори залишається відкритим. Судячи по залишках фундаменту, виявлених на північ від північно-західного поділу первісного храму, біля собору були переходи, безпосередньо пов'язували його з єпископським палацом, і тому він міг не мати спеціальної драбини для підйому на хори.

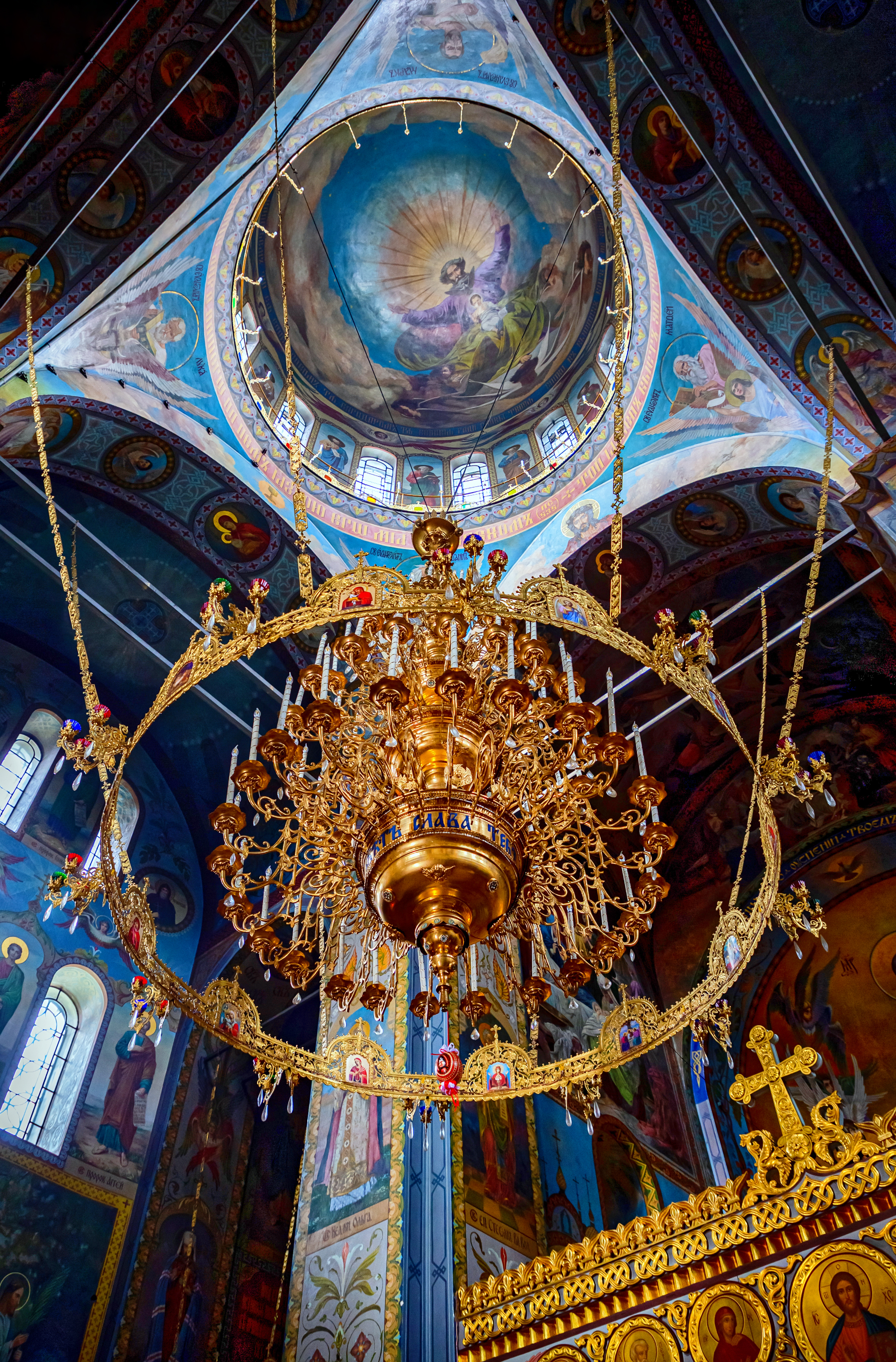
Інтер'єр собору (2021 рік)

При перебудові собору в 1185—1189 рр. зодчий збудував початкову будівлю додатковими поділом з півночі, заходу і півдня, поставивши на кути 4 нові куполи і перетворивши, таким чином, собор в пятинефний пятикупольний храм. Зовнішні стіни початкової будівлі були прорубані широкими прорізами на всю висоту собору, а в західній частині, де знаходилися хори, отвори зроблені двоярусними — під хорами і над ними. Утворені зі стін первісного собору стовпи зміцнили пілонами, які пов'язані арками з новими зовнішніми стінами. Апсиди первісного храму були зламані і побудовані нові, висунуті значно далі на схід. Після перебудови ширина собору стала дорівнювати 31.3 м, а довжина (з апсидами) — 37.8 м. Товщина зовнішніх стін 1.7-1.8 м. Прибудовані членування грали роль галерей-усипальниць. У їх стінах розміщувалися аркові ніші для поховань. Ці галереї були, мабуть, розписані у 1237 р, коли, згідно з літописом,
«исписа притвор святое Богородиця». 
Хори при перебудові собору були продовжені на одне членування на північ і південь. Ці членування спираються на хрестові склепіння. Питання про сходи для підйому на хори неясні і для перебудованого будинку. Підлоги бічних прибудованих частин і апсид були покриті поливними керамічними плитками. Невідомо, до первісного собору або ж до часу перебудови ставилась та мідна підлога храму, яка згадана в літописі під 1293 р. («дно Медяное»). Зовні новий собор в загальних рисах повторював форми первісного храму. Його стіни розчленовані двохступчатими пілястрами з напівколонами, а по середині висоти проходить аркатурно-колончатий пояс. Такий же пояс оформляє верх апсид. Крім трьох основних порталів на західному фасаді є ще 2 бічних, кілька менших. Всі портали храму перспективні. Вікна другого ярусу, а першого (в рівні аркатурно-колончатого пояса) — прості щілиновидні. Кам'яне різьблення прикрашає портали, капітелі стовпів на пілястрах, капітелі стовпів і консолі аркатурно-колончатого поясу. Окремі різьблені камені, вкладені в стіну, мабуть, перенесені сюди з початкової будівлі. Аркатурно-колончатий пояс колись був розписаний.
Склепіння прибудованих частин трохи нижче склепінь початкового будівлі, вони не закривають верху закомар цього центрального обсягу. Тому верхня частина собору стала ступінчастою. Східна пара бічних глав розташована не над квадратними, а над витягнутими прямокутними приміщеннями, і для підтримки барабанів тут введені додаткові підпружні арки. При ремонті покриття центрального куполу наприкінці XIX в. з'ясувалося, що мідні листи купола в значній частині стародавні; листи ці мали порядкові цифрові мітки. Хрести собору були зроблені з брускового заліза і обтягнуті прорізними листами золоченої міді. Собор складний з добре обтесаних квадрів вапняку з забутовкою середини стін необробленими камінням на розчині. У стінах відзначено наявність дубових зв'язків. У кладці куполів застосований пористий туф.
Розкопки, проведені в 1951 р. (А. В. Столєтов) в північному нефі собору, дали можливість з'ясувати влаштування фундаментів. Фундамент початкового собору виявився складеним з каменів без звязуючої речовини. Над фундаментом знаходиться шар з дрібного вапняку на вапняному розчині. Розчин з цього шару частково пролився і в верхню частину брукового фундаменту; він дуже міцний, з дрібними вуглинками. Під північною стіною північного притвору фундамент мав глибину близько 1.9 м, і в його підставі виявлено залишки дубових лежнів. Фундамент собору 1185—1189 рр. складений з вапняку. У нижній частині фундаменту каміння майже необроблені, вище — щільно підігнані, а самий верхній ряд — чисто обтесані. Весь фундамент виконаний на вапняному розчині; глибина його 1.78 м. Є відомості, що в північній частині храму під фундаментом були виявлені залишки дубових лежнів.
Після детального вивчення і дослідження було прийнято рішення відновити його у первісному вигляді. Звичайно, повної точності гарантувати ніхто не міг. Але будівничі мали зразки численних церковних споруд часів Київської Русі.
Професор А. В. Прахов склав проєкт відбудови. Він пропонував залишити прибудовану пізніше із заходу поперть. Собор, за його задумом, мав бути п'ятиглавим. Головний купол повинен бути зроблений у вигляді митри, а решта у вигляді скуфії. У пояснювальній записці вчений писав, що за основу він брав греко-руські форми 12 століття.
У 1891 році Успенський собор обстежив М. Т. Преображенський, а 1893 року Імперською археологічною комісією у Володимир-Волинський були командировані академіки Г. І. Котов і В. В. Суслов. Котов з помічниками став працювати над проєктом відбудови, який був набагато детальнішим. Він підкреслював необхідність зняття усіх пізніших прибудов та нашарувань та передбачав відтворення первісної форми собору. Проєкт був затверджений у 1896 році археологічною комісією. Святійшим Синодом реставрацію храму було доручено академіку архітектури Григорію Івановичу Котову.